# 東光院 (台東区)
東光院（とうこういん）は、東京都台東区にある天台宗の寺院。上総国佐貫藩主阿部家の菩提寺。

## 歴史
天長年間（824年 - 834年）、慈覚大師円仁によって開山された。かつては108か寺の末寺を有する大寺院であったが、同宗派の寛永寺が開山した際に、88か寺を寛永寺に差し出している。
1457年（長禄元年）、太田道灌が江戸城を築城した際に、城の鬼門の位置に置いていたが、徳川家康の江戸城拡張工事に伴い、小伝馬町に移転した。そして1657年（明暦3年）の明暦の大火で焼失したため、現在地に移転した。
江戸時代は度々将軍が鷹狩のために、当院を訪れて休憩所としていたため、境内を広く設定していた。
幕末の上野戦争で、旧幕府方に付いた輪王寺宮公現入道親王（後の北白川宮能久親王）を一時匿ったことから、後の明治政府の圧迫を受けることになった。

## 交通アクセス
- つくばエクスプレス浅草駅A2出口より徒歩3分（経路案内）。